# فهد القحطاني
فهد مسفر القحطاني هو لاعب كرة قدم سعودي يلعب في نادي المجزل.

## مسيرة اللاعب
لعب في نادي البجادية ونادي البطين ونادي السلمية ونادي المجزل.